# 1450-es busz
Az 1450-es jelzésű autóbuszvonal egy Debrecen és Tiszaújváros között közlekedő távolsági járat, amelyet a Volánbusz Zrt. üzemeltet munkanapokon, Tiszacsege és Polgár érintésével.

## Útvonala
Debrecen autóbusz-állomásról indul. Északnyugati irányban hagyja el a megyeszékhelyt Kismacs felé. 24 kilométer után eléri az első várost, Balmazújvárost, mely egyben járásközpont is. Az Alföldön és a Hortobágyon át az újszentmargitai elágazáshoz ér, Tiszacsegére tesz kitérést, egészen az itt megtalálható termálfürdőig eljuttatja a strandolni vágyókat. Fél óra múlva ér vissza az elágazáshoz, azutáni település Újszentmargita, majd Folyás község jön. A vonal 68. kilométerénél Polgár található, először a néhai megállóhely mellett fut útvonala, majd az autóbusz-váróterem az egyik nagyobb állomás a környéken. Megyehatárt követően Tiszaújváros Tiszapart városrészét súrolva a járat a MOL Petrolkémia Zrt. mellett található megállóhelynél végállomásozik.
Ellentétes irányban útvonala változatlan, szintén tesz kitérést Tiszacsegére.

## Közlekedése
Munkanapokon 1 pár közlekedik a két város között. Kizárólag a forgalmasabb megállóhelyeken áll meg.
| Útvonala                                         | Indításszáma | Közlekedése  |
| ------------------------------------------------ | ------------ | ------------ |
| Debrecen, aut. áll. – Tiszaújváros, MOL aut. vt. | 1 pár        | munkanapokon |

## Megállóhelyei
| 0                                          | Debrecen, autóbusz-állomás végállomás           | 0.0 km   | 3, 4, 5, 5A, 10, 10Y, 19, 19H, 20E, 25, 25Y, 34, 35, 35E, 35Y, 36, 41, 41Y, 42, 45, 46, 46E, 46EY, 46H, 60, 60H, 93, 94, 125, 125Y, 146 1301, 1343, 1344, 1372, 1373, 1374, 1410, 1432, 1440, 1441, 1443, 1446, 1447, 1449 4425, 4304, 4323, 4324, 4400, 4401, 4402, 4403, 4405, 4406, 4407, 4408, 4410, 4412, 4413, 4414, 4415, 4416, 4420, 4421, 4422, 4423, 4430, 4431, 4432, 4434, 4438, 4440, 4445, 4446, 4450, 4451, 4452, 4459, 4460, 4461, 4463, 4464, 4466, 4512 |
| 1                                          | Debrecen, Nyugati utca                          | 0.8 km   | 3, 4, 5, 5A, 10, 10A, 10Y, 11, 13, 17, 17A, 20E, 22, 22Y, 24, 24Y, 25, 25Y, 33, 33E, 34, 34A, 35, 35A, 35E, 35Y, 35YA, 36, 36A, 42, 45, 46, 46E, 46EY, 46H, 46Y, 52E, 60, 92, 93, 94, 125, 125Y, 146 1343, 1344, 1447 4450, 4451, 4452, 4453, 4459, 4460, 4461, 4463, 4464, 4466 |
| 2                                          | Debrecen, Hortobágy utca                        | 1.6 km   | 15, 15G, 15H, 15Y, 15YH, 22, 22Y, 34, 34A, 35, 35A, 35Y, 35YA, 36, 36A, 52E, 61 1343, 1372, 1374, 1410, 1446, 1447 4450, 4451, 4452, 4453, 4459, 4460, 4461, 4463, 4464, 4466 |
| 3                                          | Debrecen, Böszörményi út                        | 2.3 km   | 15, 15G, 15H, 15Y, 15YH, 20E, 21, 22, 22Y, 24, 24Y, 33, 33E, 34, 34A, 35, 35A, 35E, 35Y, 35YA, 36, 36A, 52E, 61, 93, 94, A1 1301, 1343, 1344, 1447, 1448 4450, 4451, 4452, 4453, 4459, 4460, 4461, 4463, 4464, 4466 |
| 4                                          | Debrecen, METRO áruház                          | 4.5 km   | 20E, 21, 33, 33E, 42 1343, 1447, 1448 4450, 4451, 4452, 4453 |
| 5                                          | Autópiac                                        | 6.0 km   | 20E, 33 1343, 1344, 1447 4450, 4451, 4452, 4453 |
| 6                                          | Kismacs, bejárati út                            | 7.5 km   | 20E, 33, 33E 1447 4450, 4451, 4452, 4453 |
| 7                                          | Látóképi csárda                                 | 11.1 km  | 33 1447 4450, 4451, 4452, 4453 |
| 8                                          | Tófürdő                                         | 14.5 km  | 1447 4452 |
| 9                                          | Balmazújváros, Kossuth tér                      | 24.3 km  | 1, 2, 3 1447 4451, 4452, 4453, 4476, 4477, 4478 |
| Csak az ellentétes irányból érkező érinti. |                                                 |          | |
| ∫                                          | Balmazújváros, Veres Péter utca                 | ∫        | 1, 2 4452, 4453 |
| 10                                         | Balmazújváros, Tiszacsegei utca 11.             | 25.4 km  | 1, 2, 3 1447 4451, 4452, 4453, 4478 |
| 11                                         | Kishortobágyi csárda                            | 36.0 km  | 1447 4451, 4452, 4453 |
| 12                                         | Cserepes                                        | 47.8 km  | 1447 4451, 4452, 4453, 4484 |
| 13                                         | Tiszacsege, vasútállomás                        | 53.2 km  | 1447 4451, 4452, 4453, 4484 |
| 14                                         | Tiszacsege, Fő utca 80.                         | 54.2 km  | 1447 4451, 4452, 4453, 4484 |
| 15                                         | Tiszacsege, városháza                           | 54.7 km  | 1447 4451, 4452, 4453, 4484 |
| 16                                         | Tiszacsege, posta                               | 55.3 km  | 4451, 4452, 4453, 4484 |
| 17                                         | Tiszacsege, Bocskai utca 39.                    | 56.3 km  | 4451, 4452, 4453, 4484 |
| 18                                         | Tiszacsege, fürdő                               | 57.1 km  | 4452, 4453, 4484 |
| 19                                         | Tiszacsege, Bocskai utca 39.                    | 57.9 km  | 4451, 4452, 4453, 4484 |
| 20                                         | Tiszacsege, posta                               | 58.9 km  | 4451, 4452, 4453, 4484 |
| 21                                         | Tiszacsege, városháza                           | 59.5 km  | 1447 4451, 4452, 4453, 4484 |
| 22                                         | Tiszacsege, Fő utca 80.                         | 60.0 km  | 1447 4451, 4452, 4453, 4484 |
| 23                                         | Tiszacsege, vasútállomás                        | 61.0 km  | 1447 4451, 4452, 4453, 4484 |
| 24                                         | Cserepes                                        | 66.4 km  | 1447 4451, 4452, 4453, 4484 |
| 25                                         | Újszentmargita, Szélső utca                     | 70.1 km  | 4451, 4452, 4453, 4484 |
| 26                                         | Újszentmargita, autóbusz-váróterem              | 71.0 km  | 4451, 4452, 4453, 4484 |
| 27                                         | Újszentmargita, Rákóczi utca                    | 71.9 km  | 4484 |
| 28                                         | Újszentmargita, temető                          | 72.7 km  | 4484 |
| 29                                         | Bödönhát                                        | 74.1 km  | 4484 |
| 30                                         | Folyás, községháza                              | 80.5 km  | 4484 |
| 31                                         | Folyás, Bolyai János utca                       | 81.3 km  | 4484 |
| 32                                         | 41-es km-kő (3315. számú út)                    | 82.6 km  | 4484 |
| 33                                         | Polgári halastó                                 | 84.5 km  | 4484 |
| 34                                         | Egyeki elágazás                                 | 85.7 km  | 4484 |
| 35                                         | Polgár, Vörösmarty utca                         | 86.6 km  | 3960, 4463, 4482, 4484 |
| 36                                         | Polgár, vasútállomás bejárati út                | 87.3 km  | 1372, 1410 3960, 4240, 4463, 4482, 4484 |
| 37                                         | Polgár, autóbusz-váróterem                      | 89.0 km  | 1055, 1369, 1370, 1372, 1373, 1374, 1410, 1426, 1427, 1428 3739, 3952, 3960, 4240, 4241, 4463, 4482, 4484, 4488 |
| 38                                         | Polgár, strandfürdő                             | 90.2 km  | 1369, 1370 3739, 3952, 3960, 4240, 4241, 4484 |
| 39                                         | Polgár, tanyák                                  | 91.2 km  | 1369 3739, 3952, 3960, 4240, 4241, 4484 |
| 40                                         | Tiszaújváros Tiszagát őrház                     | 93.3 km  | 1369 3739, 3952, 3960, 4240, 4241, 4484 |
| 41                                         | Tiszapart városrész, elágazás                   | 95.0 km  | 2 1369, 1370, 1372, 1410 3739, 3952, 3960, 4240, 4241, 4484 |
| 42                                         | Tiszaújváros, Dózsa György utca                 | 97.0 km  | 3 1369 3952, 3960, 3963, 3964, 3965, 4008, 4240, 4484 |
| 43                                         | Tiszaújváros, Volán-telep                       | 98.4 km  | 2 1369, 1370, 1372, 1410 3739, 3952, 3960, 3963, 3964, 3965, 4008, 4240, 4241, 4484 |
| 44                                         | Tiszaújváros, bejárati út                       | 99.1 km  | 2 1369, 1370, 1372, 1410, 1426, 1427, 1428 3731, 3733, 3737, 3739, 3744, 3745, 3952, 3960, 3963, 3964, 3965, 3966, 3968, 3970, 3971, 3975, 4008, 4240, 4241, 4484 |
| 45                                         | Tiszaújváros, MOL autóbusz-váróterem végállomás | 100.4 km | 3731, 3733, 3737, 3745, 3952, 3960, 3963, 3964, 3965, 3966, 3968, 3970, 3971, 3975, 4008, 4240, 4484 |